# Inez Karlsson (cellist)

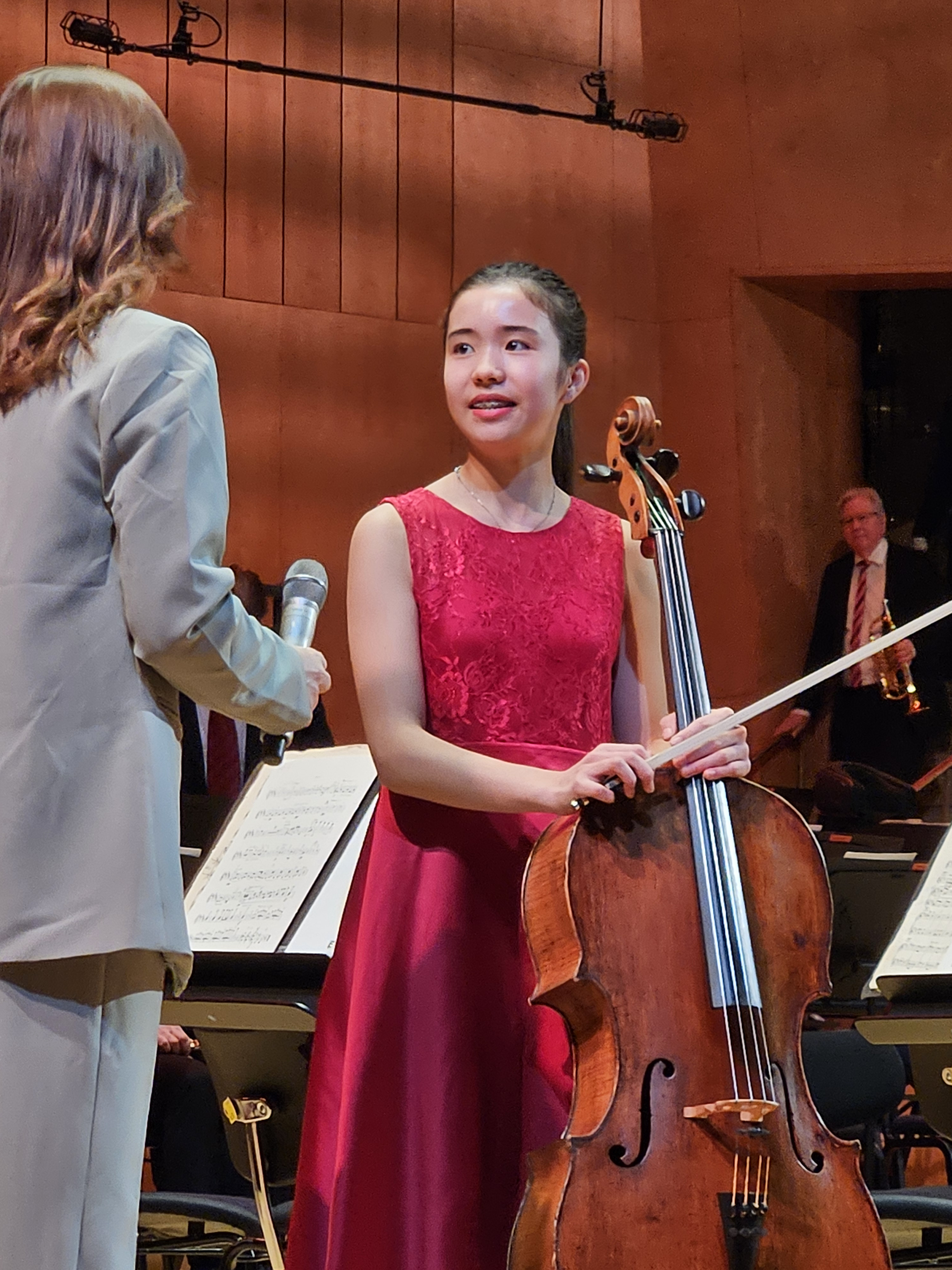
Inez Karlsson på Göteborgs konserthus, januari 2024

Inez Karlsson, född 2007, är en svensk cellist. Hon vann Polstjärnepriset 2023, och har även vunnit flera andra priser, även internationella.. 